# Hebarditettix quadratus
Hebarditettix quadratus är en insektsart som först beskrevs av Hancock, J.L. 1915.  Hebarditettix quadratus ingår i släktet Hebarditettix och familjen torngräshoppor. Inga underarter finns listade i Catalogue of Life.